# Экономика Русского царства
Экономика Русского царства — историческая часть (период) экономики России.

## История
Русское царство возникло в результате венчания Ивана Грозного на царство в 1547 году и существовало до принятия Петром I императорского титула в 1721 году (Русское государство — централизо́ванное государство, начавшее формироваться несколько ранее, в эпоху правления великого князя московского Ивана III, начавшись с присоединения Новгородской республики к Великому княжеству Московскому в 1478 году).

### В царствование Ивана Грозного
В годы правления Ивана Грозного (с 1533 по 1584) были установлены торговые отношения России с Англией через Белое море и Северный Ледовитый океан.
После присоединения поволжских ханств (Казанского в 1552 и Астраханского в 1556), началась торговля со странами Востока, продолжалась со странами Западной Европы.
К концу XVI века насчитывалось около 220 городов, продолжалось развитие ремесленного производства, шёл процесс территориальной специализации.
Многолетняя Ливонская война (1558—1583) и опричная политика ударили по экономике. В результате Порухи в 1570—1580-х годов опустели наиболее развитые в экономическом отношении центр и северо-запад, часть населения разбежалась, другая — погибла в результате опричнины и Ливонской войны. Более половины пашни оставалось необработанными, резко вырос налоговый гнёт.
При этом, в 1570—1571 гг. по стране прокатилась эпидемия чумы, в стране начался массовый голод.
В целом, период до Смутного времени характеризуется укреплением традиционной феодальной экономики. Рост мелкотоварного производства в городах и торговли не привели к созданию очагов буржуазного развития.

### Экономика России в Смутное время
В Смутное время (с 1598 по 1613): неурожаи начала 1600-х годов вызвали тяжёлый экономический и общественный кризис.

### От конца смуты до Петра Великого (1613—1682)
После завершения Смуты началось восстановление экономики: активное развитие торговли, торговые связи, основанные на естественно-географическом разделении труда и развитии городского ремесла, постепенно охватывают всю страну. Крупнейшим торговым центром была Москва, огромную роль играли ярмарки.
В середине-конце XVII века возник ряд новых предприятий: несколько железоделательных заводов, текстильная фабрика[какая?], стеклянные, бумажные фабрики и т. д. Большинство из них были частными предприятиями и использовали свободный наёмный труд. Так, в 1630-х гг. голландский купец Андрей Виниус построил на реке Тулице (рядом с Тулой) четыре завода. Преимущественно они производили ядра, пушки, холодное оружие.

### В царствование Петра I (1682—1721)
В начале XVIII века под руководством Петра Великого были осуществлены крупные экономические реформы. Пётр I поощряет развитие промышленности. При нём начинают развиваться судостроение и горная промышленность Урала.
Пётр I положил начало важнейшим каналам, соединяющим воды Каспийского моря с Балтийскими, а также и первым опытам сооружения сухопутных дорог, например «перспективной» дороги от Москвы до Волхова.
Достижения петровского правления подчас делались через консервацию устаревших форм: в частности, рост промышленности в основном обеспечивался расширением крепостного труда. Реформы Петра I в промышленности привели к увеличению объёма внешнеторгового оборота страны, но, с другой стороны, привели к преобладанию импорта продукции над экспортом, упрочили в российской торговле роль иностранцев, особенно доминирование в российской торговле англичан.

## Денежная система
Денежная система Русского царства состояла, в XVI и XVII вв., из: рубля, полтины, гривны, гроша, копейки, денги, полуденги и пулы (название медных монет).
Самой распространённой монетой была денга (большая и малая, новгородка и московка, деньга копейная и мечевая). Весовое содержание металла в московских деньгах регулярно снижалось, а при Иване III новгородские и московские деньги стали отличаться по весу в два раза; поэтому существовали два рубля: новгородский и московский. Две полуденьги составляли деньгу; полуденги называли полушкой.
Усиление централизации Русского государства сделало необходимой унификацию региональной монетной чеканки, она была осуществлена в 1534 году Еленой Глинской. Эта реформа ввела стандарт на чеканку «московки»  и «новгородки» , причём одна «новгородка» равнялась двум «московкам». Тогда же возникло и название копейка: на аверсе «московки» изображался всадник с саблей, а на аверсе «новгородки» — всадник с копьём.
Рубль разделялся на полтины, гривны и алтыны. Полтина означала половину рубля, гривна заключала двадцать денег, а алтын шесть денег.
Денежный двор находился в ведении Приказа Большой казны.
Приказ счётный контролировал суммы, которые поступали в приход и расход по разным учреждениям.

## Сельское хозяйство
Сельское хозяйство Русского государства было феодального типа, с вотчинным и поместным землевладением.
Основные зерновые культуры: рожь, овёс, гречиха. Пшеницы выращивалось мало. Повсеместно выращивался хмель.
Скотоводство:
главным рынком продажи лошадей была Москва; ежегодно из Астрахани в Москву перегоняли до 30 тысяч лошадей.
В Сибири центром торговли лошадьми был Тобольск.
В городах и селеньях лошади продавались на конских площадках.
Мёд добывали бортники, которые держали пчёл в лесах.
Добыча меха и пушнины (пушной промысел); меха высоко ценились и в мусульманских Турции и Персии, как и в Китае, который стал основным покупателем собольих мехов в XVIII веке..
Собирались корни солодки и ревень. Очищенные корни солодки продавались в Москве. Ревень вывозили за границу; торговля ревенем находилась в монополии царской казны. В XVII веке широкое распространение получила торговля мареной, которую собирали в Терке (Владикавказ) и продавали в Персию, где её использовали для окрашивания тканей.

## Промышленность
Промышленность Русского царства — казённая и частная.
Казённая промышленность часто отдавалась в откуп, или управлялась на вере.
Развитие промышленности сдерживалось большим количеством налогов, сборов, пошлин. Многие отрасли промышленности и торговли монополизированы царской казной.

### Пищевая промышленность
Хлебопекарное производство:
хлеб выпекали калачники и булочники.
В Москве пекари объединялись в корпорации; корпорации раз в несколько лет составляли «известку», в которой определялся размер выпекаемых хлебов.
Хлеб продавался в виде зерна, муки, толокна или печёным.
Мука ржаная была двух сортов: несеянная и ситная.
Мука пшеничная трёх сортов: расхожая, толчёная и крупичатая (позднее крупчатка).
Пшеничный печёный хлеб назывался калач, из ржаной муки — хлеб.
Мельницы имелись ветряные и водяные.
Казённые мельницы были на откупе.
Дома многие держали[ручные мельницы.
Торговцы хлебом назывались прасолами.
Пошлина на торговлю хлебом называлась померной пошлиной.
В Москве хлебной торговлей руководила померная изба, в которой сидели голова, ларёчный целовальник и выборные целовальники. В неурожайные годы цены на хлеб вырастали в 10 и более раз, правительство разными мерами пыталось не допустить роста цен.
В Сибирь хлеб поступал через Верхотурье, Чердынь, Соликамск, там он продавался в Тобольске и Ирбите. 

Хлеб за границу продавался через Архангельск и Нарву, сухопутным путём через Польшу и Украину.

## Внешняя торговля
Торговля Русского царства с другими странами, как правило, оптовая, меновая.
Торговля проходила обычно зимой, из-за плохого состояния дорог летом.
Летом основным транспортом внутри страны был речной транспорт.
Торговля в основном ведётся в порубежных городах.
Иностранные купцы, торгующие на золотую и серебряную монеты, получали дополнительные привилегии.
Товарные кредиты выдавались чаще всего на один год — с сентября до сентября.